# Angela Oels
Angela Oels (* 1972) ist eine deutsche Politikwissenschaftlerin.

## Leben
Nach dem Vordiplom (1992–1995) in Technischer Umweltschutz an der TU Berlin war sie von 2002 bis 2009 wissenschaftliche Assistentin für Internationale Beziehungen an der Universität Hamburg. Nach der Promotion (1995–2000) in Umweltwissenschaften an der University of East Anglia in Norwich war sie von 2009 bis 2012 wissenschaftliche Mitarbeiterin am Klimaexzellenzcluster CliSAP der Universität Hamburg. Nach der Habilitation 2016 im Fach Politikwissenschaft an der Universität Hamburg wurde sie zum 1. April 2022 zur W3-Professorin für Politikwissenschaft mit Schwerpunkt Klimapolitik an der Philosophisch-Sozialwissenschaftlichen Fakultät der Universität Augsburg ernannt.

## Schriften (Auswahl)
- Evaluating stakeholder participation in the transition to sustainable development. Methodology, case studies, policy implications. Münster 2003, ISBN 3-8258-6861-3.
- mit James J. Patterson, Thomas Thaler, Matthew Hoffmann, Sara Hughes, Eric Chu, Aysem Mert, Dave Huitema, Sarah Burch und Andy Jordan: Political feasibility of 1.5 C societal transformations: the role of social justice. 2017.